# Bran End
Bran End – wieś w Anglii, w hrabstwie Essex. Leży 19 km na północ od miasta Chelmsford i 56 km na północny wschód od Londynu.